# Behrendorf (Vorsfelde)
Behrendorf ist eine wüst gefallene mittelalterliche Siedlung im Wolfsburger Ortsteil Vorsfelde in Niedersachsen. 
Behrendorf wird 1311 erstmals urkundlich erwähnt, als der Halberstädter Bischof die Brüder Günter und Werner von Bartensleben mit dem Zehnten für das Dorf belehnte. 1366 wird es als zum Schloss Vorsfelde gehörig genannt. 
Bei einem Feldzug des welfischen Herzogs Otto V. gegen die von Bartensleben wurde das Dorf 1464 zerstört. 1475 wurde es als wüst bezeichnet. In der Mitte des 18. Jahrhunderts gab es Überlegungen, das Dorf neu entstehen zu lassen, die nicht umgesetzt wurden.
Der Flurname Behrendorfer Wiesen deutet auf die frühere Siedlung hin. Danach ist ein heutiger Kleingartenverein benannt. 